# Perros, perros y perros
Perros, perros y perros es el cuarto trabajo discográfico de Los Caballeros de la Quema editado en 1996.
Los videoclips de este disco son «No chamuyes» y «Hasta estallar».

## Lista de canciones
| Perros, perros y perros |                                   |                             |                               |          |  |
| N.º                     | Título                            | Letras                      | Música                        | Duración |  |
| 1.                      | «Jodido noviembre»                | Iván Noble                  | Martín Méndez · Pablo Guerra  | 5:43     |  |
| 2.                      | «¿Qué pasa en el barrio?»         | Iván Noble                  | Pablo Guerra                  | 5:23     |  |
| 3.                      | «Celofán»                         | Iván Noble · Martín Méndez  | Martín Méndez                 | 3:29     |  |
| 4.                      | «Perreras (2.57 am)»              | Iván Noble                  | Pablo Guerra                  | 5:22     |  |
| 5.                      | «No chamuyes»                     | Iván Noble · Martín Méndez  | Pablo Guerra                  | 4:51     |  |
| 6.                      | «Los tipos duros no bailan»       | Iván Noble                  | Pablo Guerra                  | 3:37     |  |
| 7.                      | «Mientras haya luces de bar»      | Iván Noble                  | Pablo Guerra                  | 7:30     |  |
| 8.                      | «Hasta estallar» (con León Gieco) | Iván Noble                  | Iván Noble                    | 4:17     |  |
| 9.                      | «Laburo de nenas»                 | Iván Noble                  | Martín Méndez · Pato Castillo | 4:17     |  |
| 10.                     | «4 de copas»                      | Iván Noble                  | Martín Méndez · Pablo Guerra  | 4:55     |  |
| 11.                     | «No hay»                          | Iván Noble                  | Martín Méndez                 | 4:01     |  |
| 12.                     | «Todos decimos nada»              | Iván Noble                  | Javier Cavo · Pablo Guerra    | 3:27     |  |
| 13.                     | «Tu perro y mi gato»              | Javier Cavo · Pato Castillo | Martín Méndez · Pablo Guerra  | 5:03     |  |

## Datos técnicos y formación de la banda
- Guitarras y coros: Martín Méndez / Pablo Guerra
- Bajo: Pato Castillo
- Saxos: Martín Staffolani
- Batería: Javier "Nene" Cavo
- Hammond y Rhodes: Ariel "Garfield" Caldara
- Voz y coros: Iván Noble
- Mariano Gato Manigot: Coros
- Daniel "Pulpo" Buira: Percusión
- León Gieco: Voz y Acústica XII en "Hasta estallar"
- Víctor Skorupski: Saxo Alto
- Bebe Ferreira: Trombón
- Juan Cruz de Urquiza: Trompeta
- Coti Manigot-Loli Álvarez
- Celsa Mel Gowland: Coros en "4 de Copas"
- Beto Olguín: Coros en "No Chamuyes"

- Datos: Q6072883